# مجرة ماكس 1149-JD1

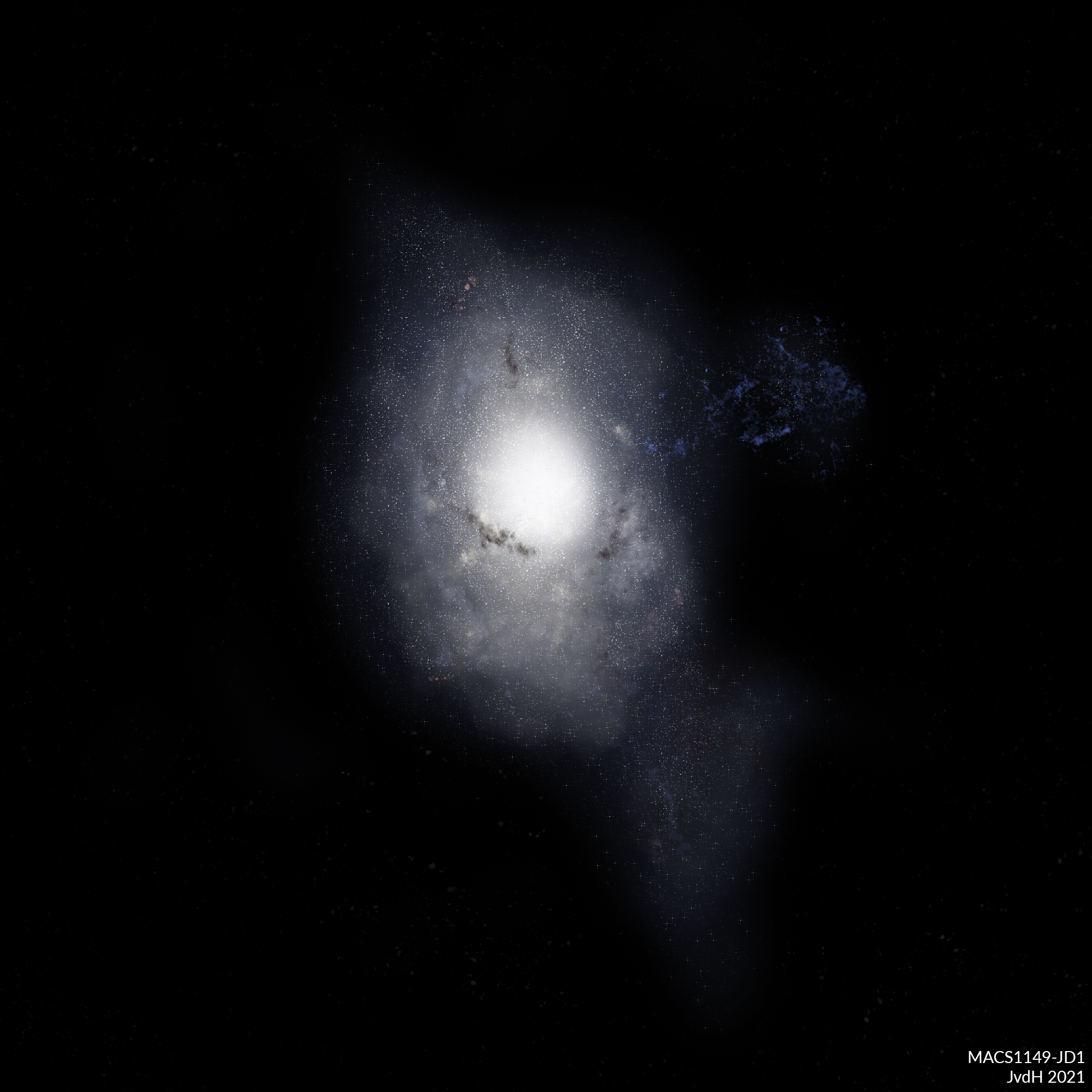
انطباع فنان عن المجرة MACS1149-JD1

MACS1149-JD1 (المعروفة أيضًا باسم PCB2012 3020 ) هي واحدة من أبعد المجرات المعروفة عن الأرض وهي في انزياح أحمر يبلغ حوالي z = 9.11 ، أو حوالي 13.28 بليون سنة ضوئية (4.07×109 فخ) .
تم اكتشاف المجرة "" MACS1149-JD "" في 19 سبتمبر ، 2012 بواسطة تلسكوب سبيتزر الفضائي وتلسكوب هابل الفضائي ، و يقدر تكوينها بحوالي 200 مليون سنة فقط بعد الانفجار العظيم.   وهي تعتبر أبعد مجرة معروفة حتى الآن (بواقع عام 2013). 
تعود المجرة المذكورة أعلاه إلى وقت عودة التأين ، وهي المرحلة الرئيسية الثانية من تغير طور الهيدروجين في الكون ، والتي حتى اكتشاف MACS1149-JD لم يتم استكشافها لأنها كانت خارج حساسية التلسكوبات.
أصبح هذا الاكتشاف ممكنًا بفضل تأثير عدسات الجاذبية التي تنتجها مجموعة مجرات الموجودة في مسار ضوء "MACS1149-JD" حتى يصل إلينا . حجم هذه المجرة القزمة بقطر نحو 3000 سنة ضوئية. ونظرًا لأن الضوء ينبعث منها يستغرق حوالي 13.200 مليون سنة للوصول إلى الأرض ، فمن الممكن دراسة شكل الكون المبكر من خلالها.

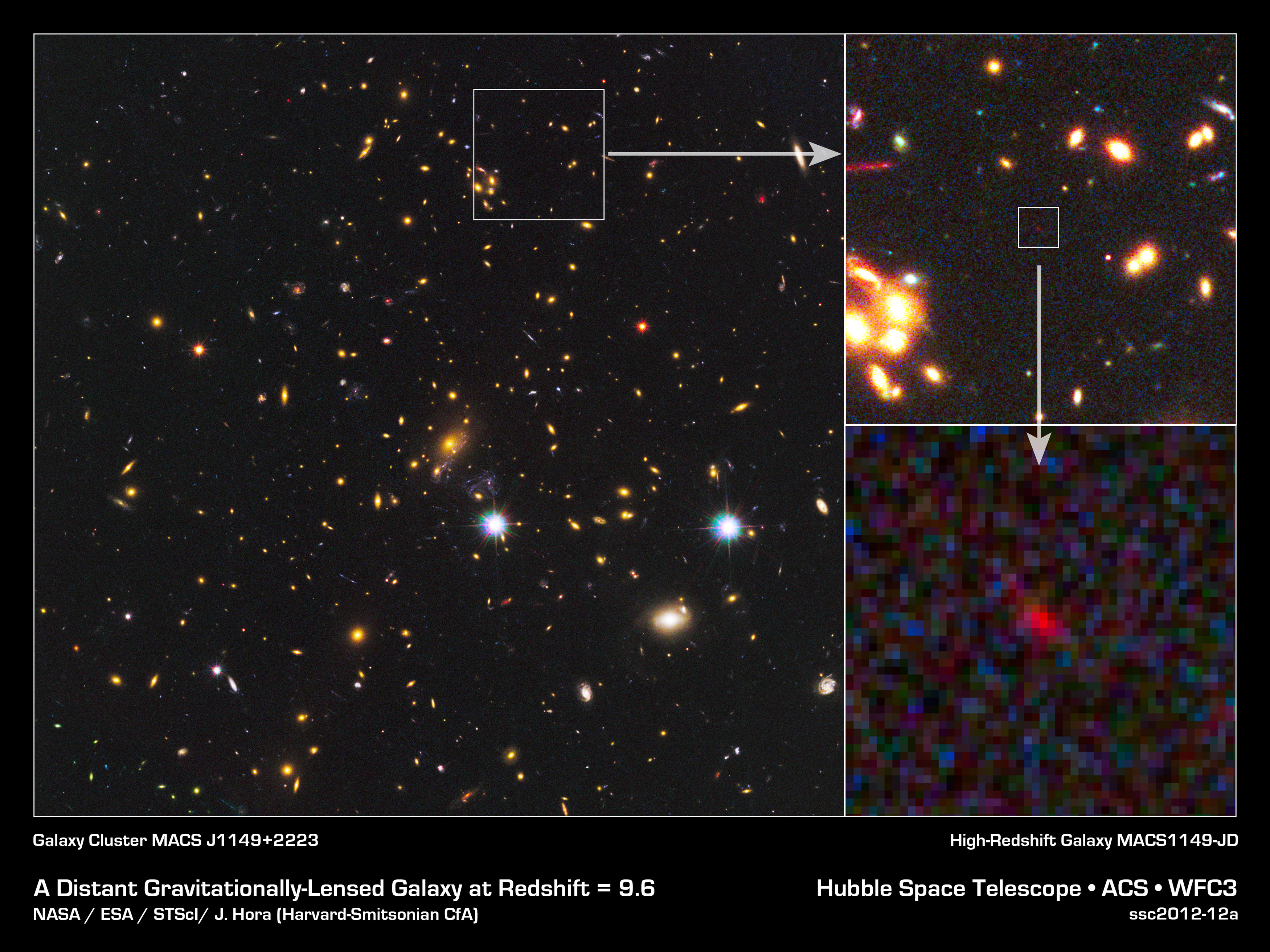

## أنظر أيضا
- قائمة بالأجرام الفلكية البعيدة

## روابط خارجية
- NASA Telescopes Spy Ultra-Distant Galaxy